# Zamach na Włodzimierza Lenina
Zamach na Włodzimierza Lenina – nieudany zamach na Włodzimierza Lenina, dokonany 30 sierpnia 1918 w Moskwie przez Fanny Kapłan.

## Okoliczności zamachu

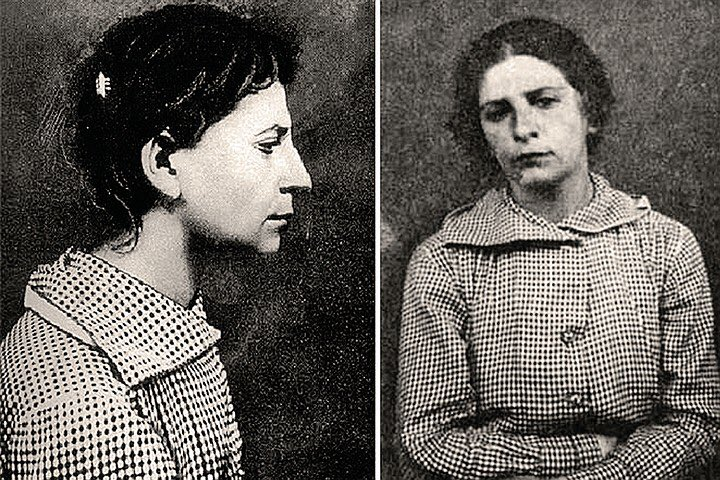
Fanny Kapłan, wykonawczyni zamachu, zdjęcie z 1918 roku.

Fanny Kapłan była członkinią 14-osobowej Organizacji Bojowej Partii Socjalistów-Rewolucjonistów (eserowców), która postawiła sobie za cel likwidowanie najwyższych przywódców bolszewickich. Początkowo Organizacja chciała dokonać zamachu na ludowego komisarza spraw zagranicznych Lwa Trockiego, ale zamach nie został przeprowadzony, albowiem zamachowcom nie udało się ustalić, gdzie będą mogli zaskoczyć Trockiego. W tej sytuacji zdecydowali się zabić Lenina. Pierwsza próba zamachu, 23 sierpnia, nie powiodła się, gdyż egzekutora zawiodły nerwy i nie odważył się strzelać do Lenina przemawiającego w Muzeum Politechnicznym. Grigorij Siemionow, przywódca Organizacji Bojowej wyznaczył nowych zamachowców: robotnika Nowikowa związanego z ruchem anarchistycznym oraz Fanny Kapłan. Kilka dni później Organizacja otrzymała wiadomość, że Lenin 30 sierpnia będzie przemawiał do robotników w południowej części Moskwy.

## Przebieg zamachu

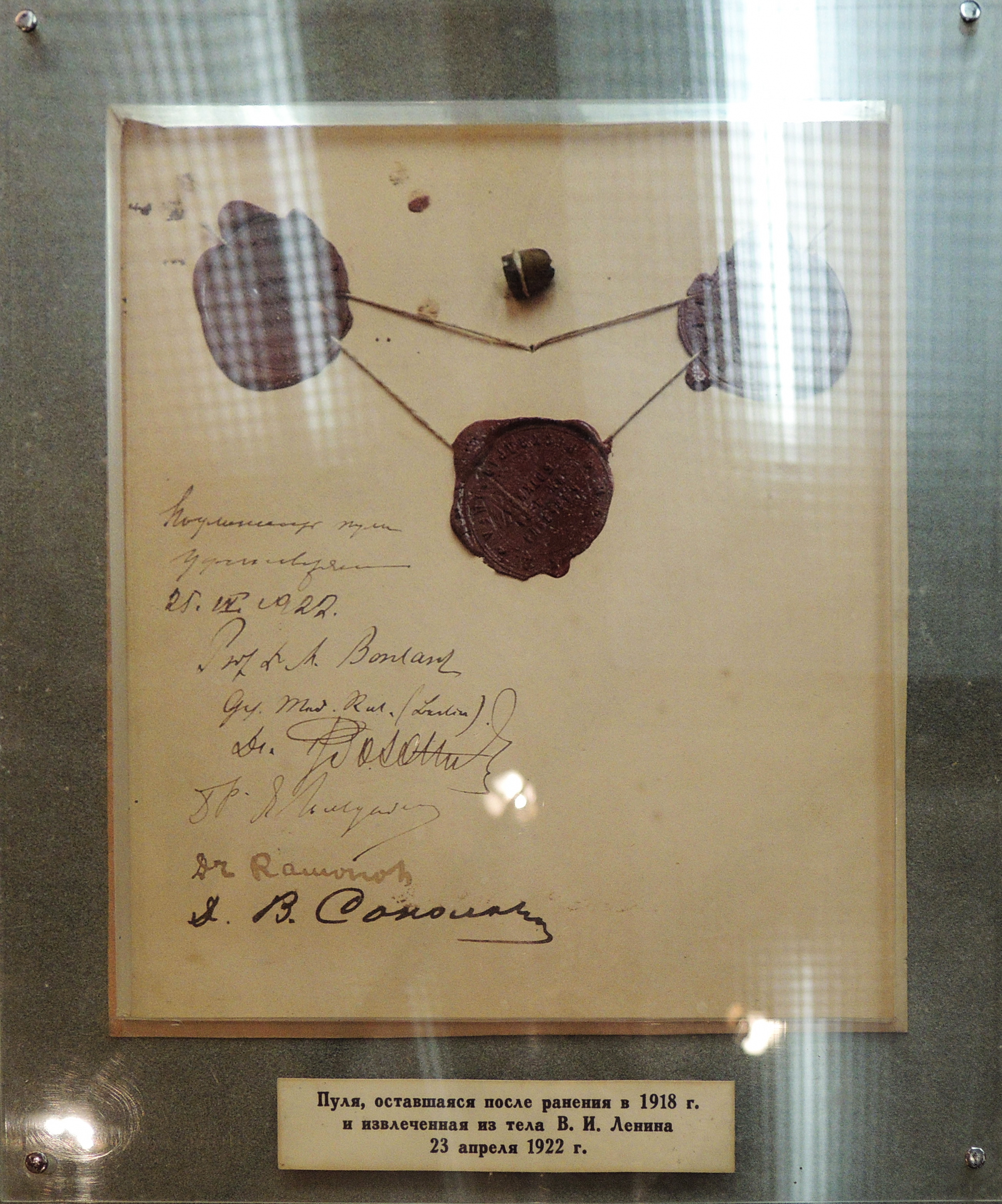
Pocisk z pistoletu Fanny Kapłan

Przewodniczący Rady Komisarzy Ludowych RFSRR Włodzimierz Lenin w każdy piątek starał się przemawiać do robotników w różnych zakładach Moskwy. 30 sierpnia 1918 pojechał do gmachu Giełdy Zbożowej, a następnie do fabryki Michelsona. Po zakończeniu wiecu skierował się do drzwi wychodzących na dziedziniec, gdzie w odległości kilkunastu metrów stał jego samochód. Pierwszy przeszedł przez drzwi, a za nim kilka osób, wśród których był Nowikow, który symulując upadek, zablokował drzwi i wychodzący tłum. Lenin szedł w stronę swojego samochodu tylko w otoczeniu 3–4 osób. Gdy wchodził do samochodu, podeszła do niego kobieta skarżąca się, że wojsko konfiskuje chleb na dworcach kolejowych. Lenin odpowiedział, że wie o tym i że wydał polecenie wstrzymania konfiskat. W tym momencie Fanny Kapłan stojąca na fabrycznym dziedzińcu wyciągnęła pistolet Browning z trzema nabojami zatrutymi kurarą (trucizna nie zadziałała) i wystrzeliła je w stronę Lenina, raniąc go w lewe ramię i płuco. Trzecia kula zabiła kobietę, mówiącą o konfiskacie chleba. Po oddaniu strzałów Kapłan rzuciła się do ucieczki w stronę czekającej na nią dorożki, ale w pewnym momencie zrezygnowała z ucieczki i oddała się w ręce ścigających ją ludzi. Nieprzytomnego Lenina wniesiono do samochodu – po rekonwalescencji powrócił do swoich obowiązków. W październiku 1918 sfilmowano „wodza rewolucji” spacerującego po dziedzińcu Kremla wraz ze swoim sekretarzem Władimirem Boncz-Brujewiczem, by pokazać Rosjanom, że Lenin czuje się już dobrze.

## Los Kapłan po zamachu
Fanny Kapłan przewieziono do siedziby Czeka i poddano pięciokrotnemu przesłuchaniu w ciągu kilku godzin. Nie stosowano wobec niej tortur, gdyż odpowiadała na wszystkie pytania i nic nie wskazywało, że cokolwiek ukrywa. Decyzję o zgładzeniu Lenina podjęła w lutym 1918: 

Strzeliłam do Lenina, bo wierzę, że jest zdrajcą. Jeżeli pożyje, realizacja idei socjalizmu odwlecze się na całe dziesięciolecia.

Lenin postanowił oszczędzić Fanny Kapłan, aby w więzieniu mogła przekonać się, jak rozkwita państwo radzieckie, ale jego polecenia z niewiadomych przyczyn nie wykonano. 3 września 1918 dowódca ochrony Kremla, były marynarz o nazwisku Małkow, otrzymał rozkaz zabicia Kapłan – bez sądu i wyroku. Wyprowadził ją na wąski dziedziniec przy jednym z kremlowskich budynków, który wykorzystywano jako parking dla samochodów. Włączono silniki samochodów, aby ich warkot zagłuszył krzyk kobiety. Wspominał później: 

Do wozu! Rzuciłem ostry rozkaz. Wskazałem na auto stojące u wejścia do ślepego zaułka. Fanny Kapłan, spazmatycznie kuląc ramiona poczyniła jeden krok, potem drugi, podniosłem pistolet...

## Skutki zamachu
Zamach na Lenina, jak również równoległy udany zamach w Piotrogrodzie na przewodniczącego tamtejszego Czeka Moisieja Urickiego dokonany przez poetę Leonida Kannegisera, stały się pretekstem do wydania przez bolszewików 4 i 5 września 1918 dekretów o masowym terrorze i udzielenia Czeka nieograniczonych pełnomocnictw w tym zakresie.